# Khmilnyk
Khmilnyk (ukrainsk: Хмільник, ukrainsk udtale: [xm⁽ʲ⁾ilʲˈnɪk]; polsk: Chmielnik) er en kurby i Vinnytska oblast, Ukraine. Administrativt er den regnet som en By af regional betydning . Den fungerer også som administrativt centrum for Khmilnyk rajon, en af de 7 rajoner/distrikter i oblasten.
Byen har en befolkning på omkring 26.916 (2022) indbyggere.
Byen ligger i den øvre del af floden Sydlige Bug, 67 km nordøst for Vinnytsja. Den er en af de ældste byer i den historiske region Podolien.